# Luzula piperi
Luzula piperi är en tågväxtart som först beskrevs av Frederick Vernon Coville, och fick sitt nu gällande namn av Marcus Eugene Jones. Luzula piperi ingår i Frylesläktet som ingår i familjen tågväxter. Inga underarter finns listade i Catalogue of Life.